# Монетная реформа Константина I Великого
Монетная реформа Константина I Великого — комплекс мер по реформированию системы денежного обращения Римской империи, которые были осуществлены во время правления императора Константина I Великого в 309—324 годах. Она являлась усовершенствованием денежной реформы, проведённой в 296 году императором Диоклетианом.

## Предпосылки
Во время финансовых затруднений римские императоры часто прибегали к порче монет. Начиная с правления императора Нерона происходит постепенное и неуклонное уменьшение пробы и веса денария — к концу II века содержание в нём меди достигло 50 % при прежнем общем весе. Это негативно сказывалось на курсе денария и подрывало его покупательную способность на международном рынке. Император Каракалла попытался найти выход из положения, выпустив в 214 году антониниан, который хотя и чеканился из такого же плохого серебра, как и денарий, но весил значительно больше — 5,3 грамма. Однако это нововведение императора не привело к ожидаемому эффекту, стоимость антониниана быстро упала.
Ухудшение серебра в денариях и антонинианах привело к тому, что было нарушено правильное отношение между стоимостью золотых и серебряных монет. Постепенно из обращения исчезли золотые ауреусы, поскольку они перестали выпускаться. В середине III века денарии были полностью вытеснены из обращения антонинианами, однако деградацию монет остановить не удалось. Во второй половине III века антониниан фактически превратился в серебряную монету с ничтожным содержанием серебра (2—4 %), причём иногда монету серебрили только сверху. В результате антониниан полностью обесценился, его курс принудительно устанавливался империей.
Во время правления императора Диоклетиана финансовое положение было катастрофическим: монеты обесценились, произошла натурализация хозяйства, цены на продукты выросли. Чтобы выправить экономическую ситуацию, Диоклетиан в 296 году провёл монетную реформу, попытавшись возвратить в обращение золотые и серебряные монеты. Однако финансовое положение это не исправило, поскольку реальная стоимость золота, содержавшегося в «Denarius commnis» («Общий денарий», ставший новой единицей расчёта, которую император приравнял к 1/50000 либры (римского фунта)), оказалась выше номинальной стоимости самой монеты. Кроме того, оказалось нарушено соотношение стоимости золотых и серебряных монет. Это привело к тому, что золотые и серебряные монеты быстро исчезали из обращения. Пытаясь это исправить, Диоклетиан издал эдикт «De maximus pretiis» («О максимальных ценах»), устанавливающий цены для всей империи и грозящий жесткими наказаниями за его нарушение, но ситуации это не исправило. Положение особенно ухудшилось при преемниках Диоклетиана, которые начали уменьшать вес фоллиса — монеты в 20 денариев, в результате общий денарий быстро обесценился.

## Суть реформы
В 312 году императором части Римской империи стал Константин I, в другой же части утвердился Лициний. Если Лициний продолжал чеканить золотые и серебряные монеты Диоклетиана, то Константин решил усовершенствовать предыдущую монетную реформу.
Реформа Константина учла недостатки реформы предшественника. Около 309 года в Трире Константином была отчеканена новая золотая монета — солид, которая имела вес 1/72 римского фунта (4,55 грамма). Позже появились фракции солида — семис (1/2 солида) и триенс (или тремис, 1/3 солида). Солид был полностью золотым без примесей, что позволило ему использоваться в качества адекватного эквивалента натурального налога. Также был введён твёрдый курс серебра, для чего чеканились милиарисий, первоначально равная 1/1000 золотого фунта и номинально составлявший 1/72 фунта серебра, а также силиква (1/2 милиарисия). Кроме того, рабочие монетных дворов прикреплялись к своим рабочим местам, в результате чего данная профессия стала наследственной.
В 314 году солид чеканился в управляемой Константином части империи, а после того как он в 324 году объединил империю, стал чеканиться во всей Римской империи. Старые ауреусы весом в 1/60 фунта были полностью вытеснены солидом, а серебряный аргентеус весом в 1/96 фунта практически полностью был вытеснен селиквой и мелиарисием. Также в 324—340 годах чеканили редуцированный фоллис из посеребрённой бронзы весом сначала 3,24 грамма, позже — 1,94 грамма. В 340 году они были фоллис был заменён на центеоналис весом 5,15 грамма. Также позже чеканилась монета, называемую майориной («большая монета») в 1/60 солида.
Большой удачей для Константина было то, что вследствие завоевательных походов Диоклетиана в IV веке увеличился приток драгоценных металлов в империю. Кроме того, денежная политика Константина была тесно связана с его религиозной политикой: в период между 331 и 336 годами массово проводилась конфискация золотых, серебряных и бронзовых статуй из языческих храмов, которые были объявлены имперской собственностью. У двух императорских комиссаров по каждой провинции была задача получить статуи и расплавить их для немедленного чеканки. Исключение составили несколько бронзовых статуй, которые использовались в качестве общественных памятников в Константинополе.
| Монета          | Материал             | доли фунта | вес, граммы | номинал             |
| --------------- | -------------------- | ---------- | ----------- | ------------------- |
| солид           | золото               | 1/72       | 4,55        | 1/72 золотого фунта |
| семис           | золото               | 1/144      |             | 1/2 солида          |
| триенс (тремис) | золото               | 1/206      |             | 1/3 солида          |
| милиарисий      | серебро              | 1/1000     | 3,86        | 1/14 солида         |
| силиква         | серебро              | 1/1728     | 2,59        | 1/24 солида         |
| фоллис          | посеребрённая бронза |            | 3,24 (1,94) | 1/72 солида         |
| центенионалис   | посеребрённая бронза |            | 5,15        | 1/100 солида        |
| майорина        | посеребрённая бронза |            |             | 1/60 солида         |

Солиды Константина I Великого
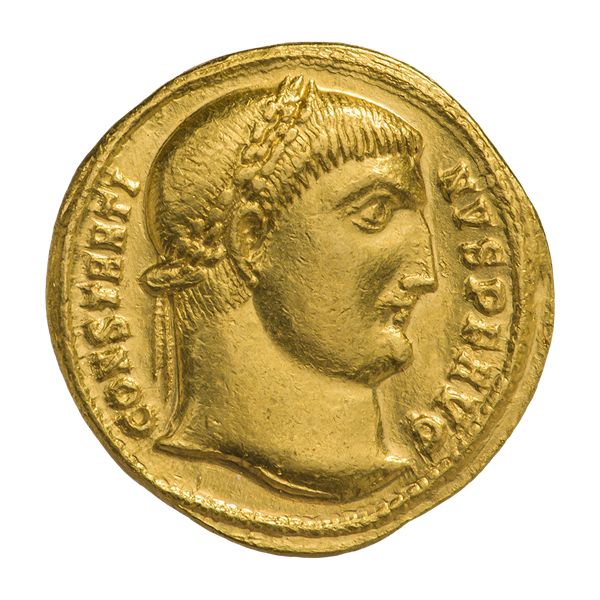
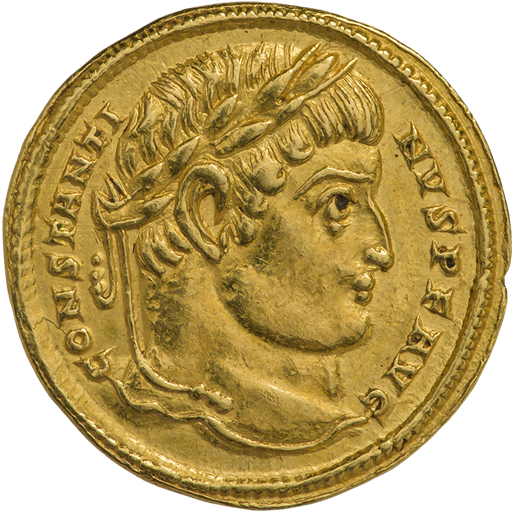
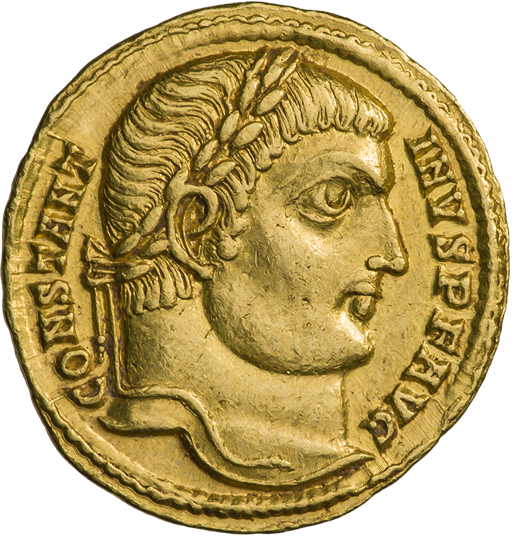
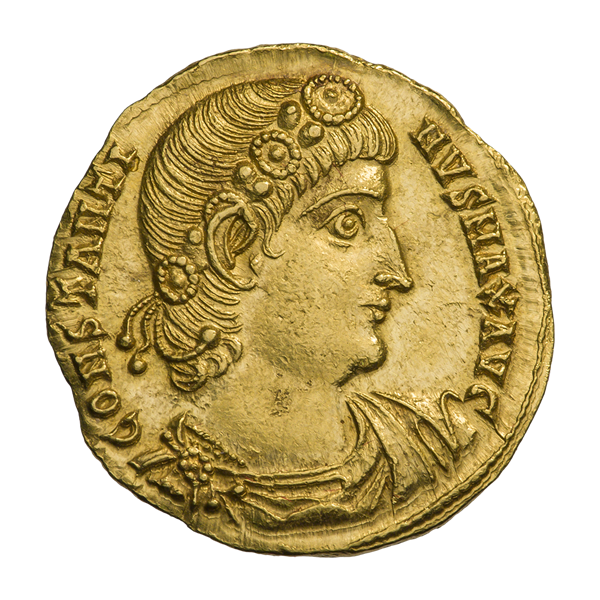
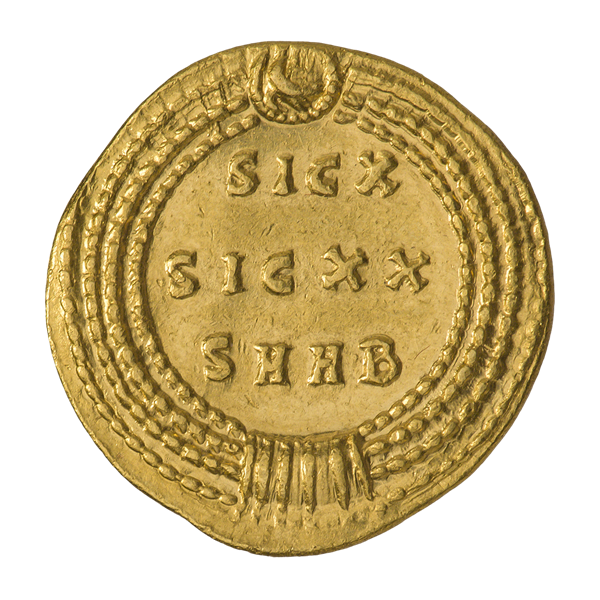
ок. 315—316 гг.
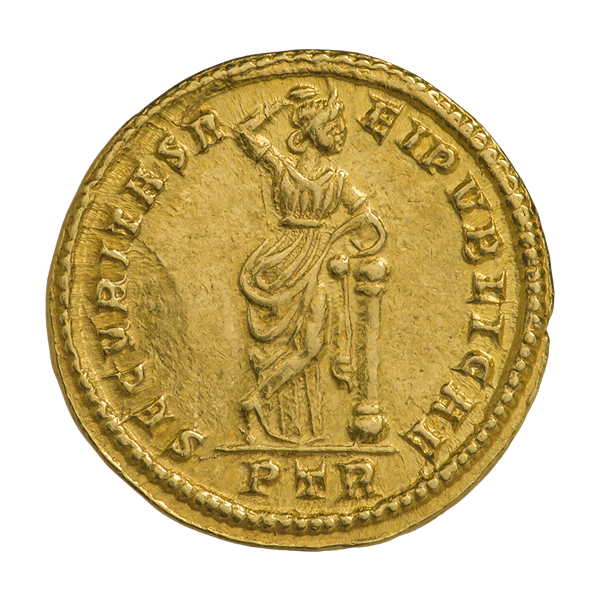
ок. 319—320 гг.
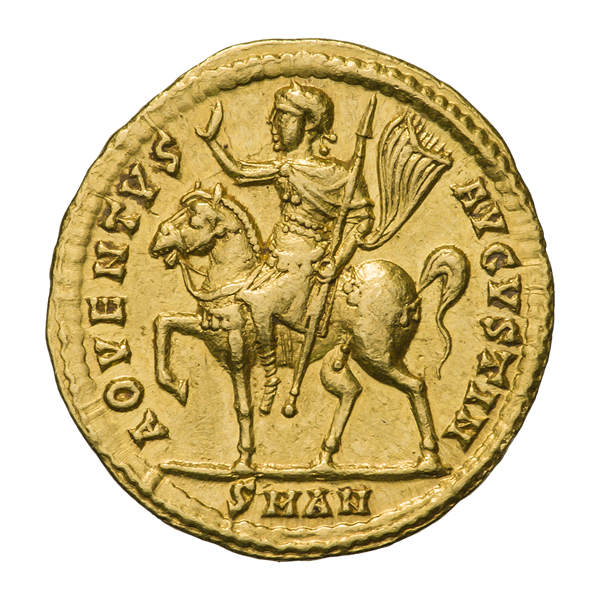
ок. 324—325 гг.
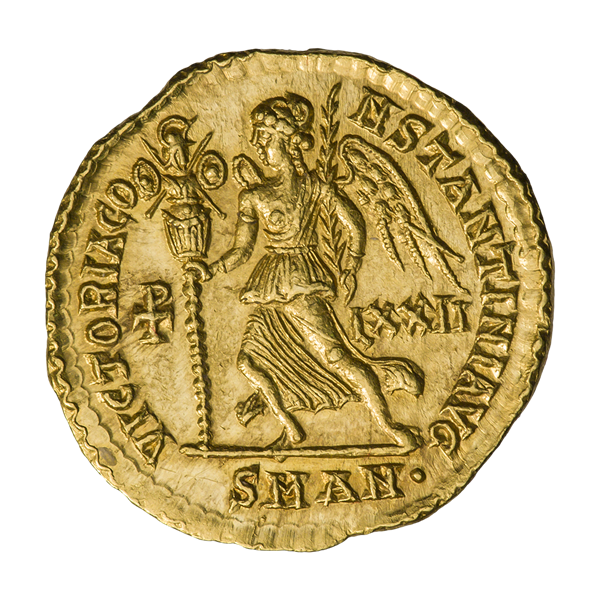
ок. 336—337 гг.

## Последствия
Реформа Константина имела гораздо более реальный характер, чем реформа Диоклетиана. Солид оставался основной денежной единицей Римской империи и сохранялся до распада Византии. После смерти Константина его наследники стали чеканить также новый фоллис, имевший вес 5,18 грамма. Данная монета с перерывами чеканилась до 395 года. Также позднее мелиарисий поднялся в цене и стал составлять 1/12 солида, но затем упал до 1/60 солида.
Денежная система, введённая Константином, стала основой для последующих денежных систем.